# 高校教師 (1974年のテレビドラマ)
『高校教師』（こうこうきょうし）は、1974年4月2日から同年9月24日まで、東京12チャンネル（現：テレビ東京）で毎週火曜日20:00~20:56に放映されていた学園ドラマ。

## 作品解説
会社倒産による失職から、東京都大杉市にある白雪女子高校に英語教師として勤務することになった北山浩一郎の活躍を描く。教師経験ゼロの北山と彼が担任することになった3年A組の女子生徒5人組を中心とする生徒たち、同僚教師や下宿先のスナックの人たちと展開される、学校をメインの舞台にしたテレビドラマである。
屋外ロケーションが多く、1974年当時の東京近郊（自由が丘・成城学園前・新宿・調布駅・二子玉川ほか）の街並みが多く記録されている。
CSチャンネルでの再放送があったものの、長年に渡るビデオソフト化やDVD化には恵まれていなかったが、2024年1月30日にベストフィールドより「加山雄三主演 高校教師 ＜HDリマスター版＞」【ベストフィールド創立20周年記念企画 第10弾　昭和の名作ライブラリー 第127集】と題されたDVDが発売予定。

## キャスト
- 加山雄三：北山浩一郎教諭

- 山内えみこ：坂本紀子
- 須藤リカ：加藤和美
- 愛田純：浅野秋子
- 春日まち子：小倉弘子
- 四方晴美：亀山三千代
- 剛達人：西岡マモル
- 藤江リカ：京子（すなっく京のママ）
- 沢田亜矢子：悦子（京子の妹）
- 荒谷公之：友田信彦教諭
- 村松英子：小松原貴子教諭
- 勝部演之：松岡徹教諭
- 村上冬樹：山根校長

- 岩上瑛：高尾教頭
- 渡辺剛：浅野次郎（秋子の弟）
- 本山可久子：浅野千代子（秋子の母）
- 小山田宗徳：坂本康彦（紀子の父）
- 三田桃基子：坂本雅代（紀子の母）
- 浜田寸躬子：小倉夏代（弘子の母）
- 芹沢由美：白雪女子高生徒
- 桃井かおり：スペードのエリ（1話、4話）
- 藤間文彦：菊地哲也（10話、18話、19話）
- 織本順吉：菊地大造（哲也の父。10、18、19話）
- 内藤武敏：大川茂刑事（8話、9話）
- 佐原健二：城南署・坂巻刑事

## サブタイトル
| 回 | 放映日     | サブタイトル               | 脚本                | 監督     | ゲスト                                                                |
| -- | ---------- | -------------------------- | ------------------- | -------- | --------------------------------------------------------------------- |
| 1  | 1974年 4.2 | 女子高生は天使じゃない     | 鴨井達比古          | 石田勝心 | 桃井かおり、青木英美                                                  |
| 2  | 4.9        | 同棲なんて知らない         | 鴨井達比古          | 鈴木英夫 | 水谷邦久、関根世津子、谷本一                                          |
| 3  | 4.16       | 家庭教師はお呼びじゃない   | 田波靖男 鴨井達比古 | 金谷稔   | 山田はるみ                                                            |
| 4  | 4.23       | ふたりの愛にアリバイはない | 鴨井達比古 長野洋   | 金谷稔   | 峰川緑、木下清、田辺節子                                              |
| 5  | 4.30       | 夜の恋に花は咲かない       | 安斉あゆ子          | 石田勝心 | 森川千恵子、五木繁則、川瀬ミキ、天坊準                                |
| 6  | 5.7        | 女の友情は傷つかない       | 鴨井達比古          | 石田勝心 |                                                                       |
| 7  | 5.14       | 先生に女心はわからない     | 田波靖男 四十物光男 | 金谷稔   | 山口いづみ、根岸明美、車だん吉                                        |
| 8  | 5.21       | スケバンなんて怖くない     | 田波靖男            | 鈴木英夫 | 青木英美、松原麻里、福岡正剛                                          |
| 9  | 5.28       | 墓場にパーティーはない     | 安斉あゆ子          | 金谷稔   | 奈良富士子、香月淳、小磯マリ                                          |
| 10 | 6.4        | 優等生がなぜ家出           | 鴨井達比古          | 鈴木英夫 | 藤間文彦、河上一夫                                                    |
| 11 | 6.11       | 先生が愛した女             | 鴨井達比古 長野洋   | 鈴木英夫 | 磯野洋子、鴨井暁比古（子役）                                          |
| 12 | 6.18       | 裸の愛を受けとめて         | 鴨井達比古          | 金谷稔   | 水谷豊                                                                |
| 13 | 6.25       | 恐るべき不良少女           | 宮下教雄            | 金谷稔   | 牧れい、園佳也子、笠井香里                                            |
| 14 | 7.2        | バレー部員乱闘事件         | 田波靖男            | 鈴木英夫 | 新井春美、谷岡行二、中田浩二、山口哲也 根岸京子、大野木克志、力石民穂 |
| 15 | 7.9        | 暴走する娘たち             | 鴨井達比古          | 鈴木英夫 | 八木啓子、田島義文                                                    |
| 16 | 7.16       | 危険な誘惑                 | 安斉あゆ子          | 岩内克己 | 原口剛、下塚誠                                                        |
| 17 | 7.23       | 燃えよ! 番長               | 田波靖男            | 岩内克己 | 高岡健二、中村俊男、荒木生徳                                          |
| 18 | 7.30       | 恋の終着駅                 | 鴨井達比古          | 鈴木英夫 | 皆川妙子、石川博、轟謙二、鈴木志郎                                    |
| 19 | 8.6        | 売られたケンカなら         | 鴨井達比古          | 鈴木英夫 | 沖正夫、頭師佳孝、轟謙二、鈴木志郎                                    |
| 20 | 8.13       | 夏の日の恋と性             | 田波靖男            | 金谷稔   | 今井美佐子、日吉としやす、絵沢萠子                                    |
| 21 | 8.20       | あの娘は教室で死んだ       | 鴨井達比古          | 金谷稔   | 立花直樹、牛丸いくこ                                                  |
| 22 | 8.27       | 転落・ある少女の場合       | 田波靖男 安斉あゆ子 | 岩内克己 | 竹下景子、石立和男、戸部夕子                                          |
| 23 | 9.3        | 真夜中のカミナリ族         | 笠原良三            | 岩内克己 | 太宰久雄                                                              |
| 24 | 9.10       | さらば！番長               | 田波靖男            | 鈴木英夫 | 中村俊夫、梅田智子、谷本一、古川登志夫、新藤幸                        |
| 25 | 9.17       | 青春の傷痕                 | 鴨井達比古          | 鈴木英夫 |                                                                       |
| 26 | 9.24       | 蛍の光が歌えない           | 鴨井達比古          | 金谷稔   |                                                                       |

## 主題歌・挿入歌
オープニングテーマ
- 「裸の青春」（歌：夏木マリ、作詞：田波靖男、作曲編曲：川口真、発売元：キングレコード）

挿入歌
劇中にさりげなく若い出演者たちの曲が使われ、BGMとして流れているというシーンがあった。
- 第8話にて、悦子（沢田亜矢子）が"すなっく京"店内のジュークボックスで選択した曲が沢田亜矢子本人のデビュー曲「アザミの花」
- 紀子（山内えみこ）が主演の第12話にて、カーラジオから一瞬、本人シングル「熊ん蜂」
- 弘子（春日まち子）が主演の第16話にて、ラジオから本人のシングル「やくそく」

## よく使われたロケ地
- 小田急線向ヶ丘遊園駅南口 - 『喫茶林道 (LINDO)』
- 三軒茶屋・旧明治薬科大付近 - 『白雪女子高校』
- 登戸～二子玉川付近の多摩川河原
- 世田谷公園

## 放送局
- 東京12チャンネル（制作局）：火曜 20:00 - 20:56
- 札幌テレビ （日本テレビ系）：土曜 14:00 - 14:56[1]
- 青森放送 （日本テレビ系）：金曜 16:00 - 16:56[2]
- 仙台放送 （フジテレビ系）：土曜 13:00 - 13:56[3]
- 新潟放送 （TBS系）：土曜 14:00 - 14:56[4][5]
- 信越放送 （TBS系）：火曜 16:05 - 17:00[6][5]
- 富山テレビ （フジテレビ系）：日曜 10:00 - 10:55[7]
- 中京テレビ （日本テレビ系）：金曜 17:00 - 17:55[8]
- KBS京都 （独立局）：木曜 22:00 - 22:56[9]
- サンテレビ （独立局）：金曜 17:00 - 17:56[10]
- 山陰放送 （TBS系）：日曜 17:00 - 17:55[11][5]
- 西日本放送 （日本テレビ系）：金曜 8:30 - 9:25[12]
- 南海放送 （日本テレビ系）：火曜 15:00 - 15:55[13]
- RKB毎日放送 （TBS系）：土曜 14:00 - 14:56[14][15][5]）
- 熊本放送 （TBS系）：火曜 16:00 - 16:56[14][5]

## スタッフ
- プロデューサー：渡辺毅（東宝）、近藤伯雄（東京12チャンネル）
- 脚本：サブタイトル参照
- 音楽：松山祐士
- 技斗：宇仁貫三
- 監督：サブタイトル参照
- 制作：東宝、東京12チャンネル

## 備考
- 加山のレギュラー出演番組『若大将のゆうゆう散歩』（テレビ朝日）2012年9月3日放送分にて、本作品のロケ地となった向ヶ丘遊園周辺を加山が散歩した際に当時を思い出し本作を語る場面があった。